# Казахстанско-пакистанские отношения
Казахстанско-пакистанские отношения — двусторонние дипломатические отношения между Республикой Казахстан и Исламской Республикой Пакистан. Страны являются членами ШОС и других международных организаций.

## История
20 декабря 1991 года Пакистан признал независимость Казахстана. 24 февраля 1992 года были установлены официальные дипломатические отношения во время официального визита президента Казахстана Нурсултана Назарбаева в Пакистан, когда были подписаны основополагающие Декларация о принципах взаимоотношений между Республикой Казахстан и Исламской Республикой Пакистан, Соглашение об установлении дипломатических и консульских отношений, Соглашение о торгово-экономическом сотрудничестве и другие документы. 27 ноября 1994 года в Исламабаде открылось посольство Казахстана. В 1995 году премьер-министр Пакистана Беназир Бхутто осуществила первый в истории государственный визит в Казахстан.
8—9 декабря 2003 года состоялся официальный визит президента Казахстана Нурсултан Назарбаев, во время которого он встретился с президентом Пакистана Первезом Муфаррафом, представителями деловых кругов, посетил центральную мечеть Фейсала. Лидеры стран обсудили экономическое сотрудничество и перспективы создания зон мира и стабильности в регионе. В ходе визита были подписаны Соглашение о поощрении и взаимной защите инвестиций и другие документы.
В 2009 году правительства Пакистана и Казахстана создали рабочую группу для изучения возможности увеличения товарооборота между странами. 26 августа 2015 года премьер-министр Пакистана Наваз Шариф совершил официальный визит в Астану, где провёл встречу с президентом Казахстана Нурсултаном Назарбаевым. На встрече Наваз Шариф предложил Казахстану присоединиться к Китайско-пакистанскому экономическому коридору.

## Торговые отношения
По данным министерства иностранных дел Казахстана в 2015 году товарооборот между странами составил сумму 29,9 млн долларов США, а по данным посольства Пакистана в Казахстане объём товарооборота составил сумму 34,37 млн долларов США. В 2016 году объём товарооборота между странами снизился и составил сумму 20,9 млн долларов США. Торговый баланс сложился не в пользу Казахстана: импорт товаров из Пакистана был осуществлен на сумму 18,7 млн долларов США, а Казахстан направил товаров в эту страну на сумму 2,2 млн долларов США. Экспорт Пакистана в Казахстан: мандарины, картофель, медикаменты, текстиль, зерновые культуры, кондитерские продукты и изделия из кожи. Экспорт Казахстана в Пакистан: железо и сталь, детали для оборудования. В 2015 году в Казахстане постоянно проживало 559 граждан Пакистана.
В 1996 году в Казахстане было учреждено представительство Национального банка Пакистана. В 2000 году банк был зарегистрирован в министерстве юстиции Казахстана с правом инвестиционной деятельности, была предоставлена лицензия на банковские операции, и с 2002 года представительство Национального банка Пакистана начало работу в городе Алматы.

## Списки послов

### Послы Казахстана в Пакистане
1. Тамас Айтмухамбетов (1994—1999)
2. Бекжасар Нарбаев (1999—2003)
3. Бейбит Исабаев (2003—2006)
4. Бакытбек Шабарбаев (2006—январь 2018)
5. Акан Рахметуллин (28 июня 2019—2021)
6. Ержан Кистафин (2021—н. в.)

### Послы Пакистана в Казахстане
1. Риаз Мухаммад Хан (1992—1995)
2. Султан Хаят Хан (1995—1999)
3. Рашид Ахмед (1999—2000)
4. Дуррай Шахвар Куреши (2001—2005)
5. Ирфан ур Рехман Раджа (2005—2010)
6. Ахтар Туфаил (2010—2013)
7. Шаукат Али Мукадам (2013—2014)
8. Абдул Салик Хан (2015—2018)
9. Имтиаз Ахмад Кази (2018—2020)
10. Саджад Ахмед Сихар (2020—2023)
11. Науман Башир Бхатти (2023-н.в.)